# Unterseeboot 339
Le Unterseeboot 339 (ou U-339) est un sous-marin allemand (U-Boot) de type VII.C utilisé par la Kriegsmarine (marine de guerre allemande) pendant la Seconde Guerre mondiale.

## Construction
L'U-339 est un sous-marin océanique de type VII C. Construit dans les chantiers de Nordseewerke à Emden, la quille du U-339 est posée le 7 juillet 1941 et il est lancé le 30 juin 1942. L'U-339 entre en service deux mois plus tard.

## Historique
Mis en service le 25 août 1942, l'Unterseeboot 339 reçoit sa formation de base à Danzig au sein de la 8. Unterseebootsflottille jusqu'au 17 mai 1943, puis l'U-339 intègre sa formation de combat à Bergen dans la 11. Unterseebootsflottille en Norvège. À partir du 1er avril 1943, l'U-339 rejoint la 22. Unterseebootsflottille à Gotenhafen pour devenir un navire-école.
En vue de la préparation de sa première patrouille, l'U-339 quitte le port de Kiel le 16 mars 1943 sous les ordres de l'Oberleutnant zur See Georg-Wilhelm Basse. Après cinq jours en mer, il arrive le 20 mars 1943 à Bergen en Norvège. Georg-Wilhelm Basse est décoré de l'Insigne de combat des U-Boote.
Il réalise sa première patrouille, quittant le port de Bergen le 22 mars 1943.

Le 26 mars 1943, l'U-Boot est sérieusement endommagé par six grenades sous-marines lancées d'un hydravion PBY Catalina britannique venant des Îles Féroé (du Squadron 190). L'U-339 cesse sa patrouille et rallie Trondheim qu'il atteint sept jours après son départ de Bergen, le 28 mars 1943. L'U-Boot est jugé inapte au combat.
Le 1er avril 1943, l'Oberleutnant zur See Georg-Wilhelm Basse, commandant de l'U-339, est promu au grade de Kapitänleutnant.
Le 3 avril 1943, il est convoyé à Kiel, qu'il atteint le 9 avril 1943 en sept jours de mer.

Il est alors affecté à la 22. Unterseebootsflottille à Gotenhafen pour devenir un navire-école pour la formation des nouveaux équipages.

Le 18 mai 1943, l'Oberleutnant zur See Werner Remus prend le commandement de l'U-339.
La fin de la guerre approchant, et à la suite de l'ordre donné (Opération Regenbogen) le 30 avril 1945 par l'amiral Karl Dönitz de saborder les navires de la Kriegsmarine afin de ne pas être capturés par les forces alliées, l'U-Boot U-339 est sabordé le 3 mai 1945 près de Wilhelmshaven, à la position géographique de 53° 31′ N, 8° 10′ E.

## Affectations
- 8. Unterseebootsflottille à Danzig du 25 août 1942 au 17 mai 1943 (Flottille d'entraînement).
- 11. Unterseebootsflottille à Bergen du 1er au 1er avril 1943 (Flottille de combat).
- 22. Unterseebootsflottille à Gotenhafen du 1er avril 1943 au 1er mars 1945 (navire-école).

## Commandements
- Oberleutnant zur See, puis Kapitänleutnant Georg-Wilhelm Basse du 25 août 1942 au 17 mai 1943
- Oberleutnant zur See Werner Remus du 18 mai 1943 au 23 février 1945

## Patrouilles
|       | Commandant                 | Départ       | Départ    | Arrivée      | Arrivée   | Jours    | Succès |
| ----- | -------------------------- | ------------ | --------- | ------------ | --------- | -------- | ------ |
|       | Oblt. Georg-Wilhelm Basse  | 16 mars 1943 | Kiel      | 20 mars 1943 | Bergen    | 5 jours  |        |
| 1     | Oblt. Georg-Wilhelm Basse  | 22 mars 1943 | Bergen    | 28 mars 1943 | Trondheim | 7 jours  |        |
|       | Kptlt. Georg-Wilhelm Basse | 3 avril 1943 | Trondheim | 9 avril 1943 | Kiel      | 7 jours  |        |
| Total | Total                      | Total        | Total     | Total        | Total     | 19 jours | 0 t    |

Note : Oblt. = Oberleutnant zur See - Kptlt. = Kapitänleutnant 

### Opérations Wolfpack
L'U-339 n'a pas opéré avec les Wolfpacks (meute de loups) durant sa carrière opérationnelle.

## Navires coulés
L'Unterseeboot 339 n'a ni coulé, ni endommagé de navire ennemi au cours de l'unique patrouille (sept jours en mer) qu'il effectua.

### Source et bibliographie
- (en) Cet article est partiellement ou en totalité issu de l’article de Wikipédia en anglais intitulé « German submarine U-339 » (voir la liste des auteurs).
- Chris Bishop, historien militaire (trad. de l'anglais par Christian Muguet), Les sous-marins de la Kriegsmarine : 1939-1945 : le guide d'identification des sous-marins [« The spellmount submarine identification guide : Kriegsmarine U-boats 1939-1945 »], Paris, Éd. de Lodi, 2008, 192 p. (ISBN 978-2-84690-327-1, OCLC 470721805, BNF 41298980)